# Polityka sektorowa
Polityka sektorowa (przedmiotowa) – polityka państwa preferująca rozwój wybranych dziedzin działalności gospodarczej (kosztem dziedzin pozostałych). Najczęściej dziedziną taką jest przemysł i rolnictwo, a ściślej – określone asortymenty produkcji w ramach obu tych dziedzin.
Cele polityki sektorowej to wzrost konkurencyjności międzynarodowej, zwiększenie bezpieczeństwa zaopatrzeniowego i ochrona miejsc pracy w sektorach objętych polityką sektorową.
Polityka sektorowa w rolnictwie jest powszechnie i długofalowo stosowana wśród krajów rozwiniętych. Głównym jej celem jest zapewnienie producentom zwiększonego poziomu dochodu poprzez wspieranie opłacalności produkcji gdy dochód ten jest w danym kraju zagrożony ze strony rolnictwa zagranicznego, bardziej dochodowego i dynamicznego sektora pozarolniczego lub niepewności warunków klimatycznych.